# Radomka SA
Radomka SA är en volleybollklubb från Radom, Polen. Klubben grundades 1971 som KSK Radomka Radom. Den lyckades 1980 kvalificera sig för högsta ligan och blev kvar där några säsonger. Klubben slogs 1998 samman med AZS Politechnika Radomska. Den sammanslagna klubben spelade säsongen 2018/2019 för första gången i Tauron Liga (förstaligan sedan 2005).